# Jean-Charles Rielle
 (mai 2021).
Si vous disposez d'ouvrages ou d'articles de référence ou si vous connaissez des sites web de qualité traitant du thème abordé ici, merci de compléter l'article en donnant les références utiles à sa vérifiabilité et en les liant à la section « Notes et références ».
 (mai 2021).
La mise en forme du texte ne suit pas les recommandations de Wikipédia : il faut le « wikifier ».
Les points d'amélioration suivants sont les cas les plus fréquents. Le détail des points à revoir est peut-être précisé sur la page de discussion.
- Les titres sont pré-formatés par le logiciel. Ils ne sont ni en capitales, ni en gras.
- Le texte ne doit pas être écrit en capitales (les noms de famille non plus), ni en gras, ni en italique, ni en « petit »…
- Le gras n'est utilisé que pour surligner le titre de l'article dans l'introduction, une seule fois.
- L'italique est rarement utilisé : mots en langue étrangère, titres d'œuvres, noms de bateaux, etc.
- Les citations ne sont pas en italique mais en corps de texte normal. Elles sont entourées par des guillemets français : « et ».
- Les listes à puces sont à éviter, des paragraphes rédigés étant largement préférés. Les tableaux sont à réserver à la présentation de données structurées (résultats, etc.).
- Les appels de note de bas de page (petits chiffres en exposant, introduits par l'outil «  Source ») sont à placer entre la fin de phrase et le point final[comme ça].
- Les liens internes (vers d'autres articles de Wikipédia) sont à choisir avec parcimonie. Créez des liens vers des articles approfondissant le sujet. Les termes génériques sans rapport avec le sujet sont à éviter, ainsi que les répétitions de liens vers un même terme.
- Les liens externes sont à placer uniquement dans une section « Liens externes », à la fin de l'article. Ces liens sont à choisir avec parcimonie suivant les règles définies. Si un lien sert de source à l'article, son insertion dans le texte est à faire par les notes de bas de page.
- La présentation des références doit suivre les conventions bibliographiques. Il est recommandé d'utiliser les modèles {{Ouvrage}}, {{Chapitre}}, {{Article}}, {{Lien web}} et/ou {{Bibliographie}}. Le mode d'édition visuel peut mettre en forme automatiquement les références.
- Insérer une infobox (cadre d'informations à droite) n'est pas obligatoire pour parachever la mise en page.

Pour une aide détaillée, merci de consulter Aide:Wikification.
Si vous pensez que ces points ont été résolus, vous pouvez retirer ce bandeau et améliorer la mise en forme d'un autre article.
Jean-Charles Rielle, né le 13 août 1952 à Lausanne, originaire de Sion et Grimisuat (Valais), est un médecin et homme politique suisse, député au Grand Conseil de la République et canton de Genève (législature 2013-2018), conseiller national (2007-2011), président du Conseil municipal de la Ville de Genève (2012-2013).
Il a également été médecin au Service de santé de l'enfance et de la jeunesse (1989-mars 2017), juge assesseur-médecin au Tribunal de la jeunesse (2000-2010), médecin responsable du CIPRET-Genève (1991-2012), centre de prévention du tabagisme et membre de la Commission fédérale de prévention du tabagisme (1998-2011).

## Biographie
Jean-Charles Rielle grandit à Sion et s'installe à Genève en 1972, à l'âge de 20 ans. Il obtient le certificat fédéral de maturité en 1974, puis entame des études de médecine à l'Université de Genève. Il fait deux années de recherche à l'Institut d'histologie-embryologie, suivi de deux ans de dermatologie puis s'intéresse à la santé publique.
Il obtient son diplôme fédéral de médecin à la faculté de médecine de l'Université de Genève en mars 1984. Il obtient un diplôme de formation continue en santé publique — Master of Advanced Studies (MAS) en santé publique — de la Faculté de Médecine de l'Université de Genève en 1998 et reçoit en 1994 la médaille et le certificat Tabac ou Santé de l'Organisation mondiale de la santé (OMS).
Il est marié depuis 1992 à Laurence Fehlmann Rielle, conseillère nationale depuis 2015, et a une fille, Natacha Rielle Pegatoquet, directrice du Cycle d'orientation de Montbrillant.
Ancien gros fumeur, Jean-Charles Rielle est connu pour son action à la tête de CIPRET-Genève, le centre de prévention du tabagisme. Il est aussi un des acteurs clé, avec Pascal Diethelm, de l'affaire Rylander, du nom d'un chercheur travaillant à l'Université de Genève tout en travaillant avec Philip Morris International.

## Mandats électifs
Membre du Parti socialiste depuis 1989, il est élu dès 1995. Il obtient dès lors les mandats suivants :
- 1995-1999 : conseiller municipal de la ville de Genève, président de la commission des naturalisations (1995-1996), membre (1995-1999) et président (1996-1997) de la commission des sports et de la sécurité, membre de la commission de l'informatique et de la communication (1995-1999), de la commission des finances (1997-1999) et de la commission des naturalisations (1995-1996) ;
- 1999-2000 : conseiller municipal de la ville de Genève, président de la commission informatique et communication (1999-2000), premier secrétaire du bureau du Conseil municipal (1999-2000), membre de la commission des sports et de la sécurité (1999-2000), de la commission de l'informatique et de la communication (1999-2000), de la commission du règlement (1999-2000) et de la commission des naturalisations (2000) ;
- 2000-2002 : juge assesseur-médecin au Tribunal de la jeunesse nommé par le Grand Conseil du canton de Genève ;
- 2002-2008 : juge assesseur-médecin au Tribunal de la jeunesse réélu et nommé par le Conseil d'État genevois ;
- 2003-2007 : conseiller municipal de la ville de Genève, président de la commission des pétitions (2004-2005), de la commission des pétitions (2003-2007), de la commission des sports et de la sécurité (2003-2007) et de la commission des finances (2006) ;
- 2007-2011 : conseiller municipal de la ville de Genève, premier vice-président du Conseil municipal (élection du 4 juin 2007), membre de la commission des sports et de la sécurité (2007-2008) et de la commission des pétitions (2007-2008) - Démission au 31 décembre 2007, le Parti socialiste genevois (PSG) n'autorisant pas le cumul des mandats ;
- 2007-2011 : conseiller national élu lors des élections fédérales de 2007 ; membre de la commission de la sécurité sociale et de la santé publique, de la commission des grâces et de la commission de réhabilitation. Ancien membre de la commission de la politique de sécurité (décembre 2007- mars 2009). Membre de l'Assemblée parlementaire de la francophonie et de sa commission de l'éducation, de la communication et des affaires culturelles.
- 2008-2014 : juge assesseur-médecin au Tribunal de la jeunesse réélu et nommé par le Conseil d'État genevois. Démission au 31 décembre 2010, la nouvelle Loi judiciaire ne permettant plus le cumul avec le mandat de conseiller national.
- 2011-2015 : conseiller municipal de la ville de Genève, président du Conseil municipal (2012-2013), président de la commission du règlement et membre de la commission des sports (2012-2013), premier vice-président du Conseil municipal (2011-2012), président de la commission des sports et membre de la commission des pétitions (2011-2012).
- 2013-2018 : député au Grand Conseil, vice-président de la commission de l'enseignement supérieur (mars 2017-mai 2018), président de la commission des affaires sociales (2013-janv. 2015), membre des commissions affaires sociales, santé, enseignement, éducation, culture et sport - enseignement supérieur - CEP 2252 - grâce (titulaire 2013-janvier 2015 et 2016-mars 2017)
- 2018-2023 : réélu député au Grand Conseil, président de la commission de l'enseignement supérieur (juin 2018-mai 2019), membre des commissions contrôle de gestion, travaux, santé, enseignement, éducation, culture et sport - enseignement supérieur - grâce (titulaire juin 2019 décembre 2019)

Le 12 décembre 2019, il démissionne du parti socialiste genevois, en dénonçant « le clientélisme d'un clan qui a pris les commandes du parti ». Il poursuit son mandat de député 2018-2023 comme indépendant, tout en demandant immédiatement son affiliation directe au parti socialiste suisse (affiliation directe prévue par les statuts). Le 23 mars 2020, la demande d’affiliation directe en tant que membre du parti socialiste suisse PSS est acceptée.